# Partit Federalista
El Partit Federalista va ser el primer partit polític nord-americà. Va existir des de principis de 1790 fins a 1816; les seves restes van durar la dècada de 1820. Els federalistes van demanar un fort govern nacional que promogués el creixement econòmic i fomentés relacions amistoses amb la Gran Bretanya, així com l'oposició a la França revolucionària. El partit va controlar el govern federal fins a l'any 1801, quan va ser aclaparat per l'oposició Demòcrata-Republicana liderada per Thomas Jefferson.